# ارکیده زنبوری سراردکی
ارکیده زنبوری سراردکی (نام علمی: Chiloglottis anaticeps) نام یک گونه از سرده ارکیده‌های زنبوری است.